# منطقه انکس آبادان
منطقه آنکس آبادان مربوط به دوره پهلوی اول است و در آبادان، منطقه آنکس واقع شده و این اثر در تاریخ ۲۳ فروردین ۱۳۸۴ با شمارهٔ ثبت ۱۱۹۰۱ به‌عنوان یکی از آثار ملی ایران به ثبت رسیده است.